# Lázár József (katona)
Szárhegyi gróf Lázár József (Szászerked, 1782. március 19. – Marosvásárhely, 1865. március 13.) császári és királyi katona, költő, császári és királyi kamarás, huszárkapitány, nemesi testőr. huszárezredes.

## Élete
Lázár József császári és királyi kamarás, az erdélyi magyar nemes insurgenseknél főstrázsamester és Bornemissza Rozália fia. Medgyesfalván nevelkedett, az iskolákat Marosvásárhelyt kezdte járni és a kolozsvári líceumban végezte. Ezután kevés ideig mint felesküdt írnok a királyi táblánál volt, de már 1802-ben a katonai pályára lépett és a császár nevét viselő vasas ezredben kezdte szolgálatát; utóbb a nádorhuszárokhoz ment és végül a császár-huszár ezrednél mint kapitány végezte katonai pályáját. Ez idő alatt az 1805. és 1809. évi csatákban részt vett; az austerlitzi ütközetben mint galopin volt alkalmazva gróf Kolowrat Vince altábornagy mellett. 1812-ben nőül vette Pécsy Esztert és 1815-ben bucsút vett a katonai pályától. Szárhegyre vonult vissza, ahová atyja száműzte, mivel tetszése ellenére megnősült. Atyja halála után medgyesfalvi jószágára költözött. Marosszéken megtelepedése után az ellenzéki politikai párthoz csatlakozott és e párt mellett nyilatkozott az 1834. évi országgyűlésen ismint királyi hivatalos. Több országgyűlésre nem is volt meghíva. Az 1848. évi mozgalmak alatt az agyagfalvi székely gyűlésen is szót emelt. Két hónappal ezután Marosvásárhelyt a város őt mint egyik kezest Gedeon császári és királyi tábornoknak kézbesítette, aki november 12-én Szebenbe vitette fogságra, amelyből miután Bem bevette Szebent, 1849. március 11-én szabadult ki. Ekkor Magyarországba menekült és itt tartózkodott minaddig, amíg 1850-ben Szatmár megyében tévedésből ismét elfogták és Nagyváradon, majd Kolozsvárt rövid ideig történt letartózatás után július 7-én szabadon bocsátották.

## Munkái
- Gyalog és huszár verbung dalok. Marosvásárhely, 1839.
- Versezet. Uo. 1842.
- Katonadal. Uo. 1848.
- Népdal. Uo. 1848.
- Bucsúvétele a városi őrsereg parancsnokságától. Uo. 1848.
- Pár szó a székely ügyben. Uo. 1848.
- Felszólítása szabad kir. Marosvásárhely vitéz polgáraihoz, szeretett bajnok társaihoz. Uo. 1848. (Mind ezen nyomtatványok 1-1/4 ív terjedelműek.)

Életét leírta versben; Mi voltam? c., melyet Lázár Miklós gr. adott ki a L. családról írt munkájában.